# Senecio surinamensis
Senecio surinamensis là một loài thực vật có hoa trong họ Cúc. Loài này được Urb. miêu tả khoa học đầu tiên.